# Antinutrijenti
Antinutrijenti su prirodne ili sintetičke tvari koje utječu na absorpciju nutrijenata. Nutricionistička istraživanja su fokusirana na antinutrijente u hrani i piću.
Uobičajni primjer je fitinska kiselina, koja stvara netopive komplekse s kalcijem, cinkom, željezom i bakrom. Bjelančevine, kao što su tripsin inhibitori i lektini iz leguminoza, također mogu biti antinutrijenti. Ovi inhibitori enzima djeluju na probavu. Još jedan osobito raširen oblik antinutrijenata su flavonoidi. Oni pripadaju skupini polifenola, koja uključuje i tanine. Ove tvari stvaraju kelate s metalima i na taj način im smanjuju absorpciju te inhibiraju probavne enzime. Ipak, polifenoli poput tanina imaju antikancerogeno djelovanje, pa napitci kao što je zeleni čaj, koji sadrže visoke koncentracije ovih tvari, mogu imati pozitivan učinak na ljude usprkos njihovom antinutrijentskom djelovanju.
Antinutrijenti se u nekoj količini nalaze u gotovo svoj hrani iz različitih razloga. Međutim, njihove količine su smanjene u današnjem bilju, vjerojatno kao rezultat procesa domestikacije. Unatoč tome, velika popularnost žitarica u modernoj prehrani, izaziva zabrinutost zbog sadržaja antinutrijenata u ovim namirnicama i njihovog utjecaja na ljudsko zdravlje. Postoji mogućnost da se antinutrijenti u potpunosti eliminiraju koristeći genetički inženjering; ali, kako ove tvari mogu imati i pozitivne učinke (kao što su polifenoli koji smanjuju rizik od nastanka raka, bolesti srca ili dijabetesa), takve genetičke modifikacije mogu stvoriti namirnice bogatije nutrijentima, a neće poboljšati ljudsko zdravlje.
Mnoge tradicionalne metode pripreme hrane, kao što su fermentacija, kuhanje i namakanje povećavaju nutritivnu vrijednost biljnih namirnica kroz smanjenje pojedinih antinutrijenata (fitinska kiselina, polifenoli i oksalna kiselina). Takve metode pripreme imaju široku primjenu u zajednicama gdje žitarice i leguminoze čine glavni dio prehrane. Važan primjer takve pripreme je fermentacija manioke kako bi se proizvelo brašno: ova fermentacija smanjuje količinu toksina i antinutrijenata u gomolju.